# Airuno
Airuno (Irüün in dialetto brianzolo) è un comune italiano di 2 899 abitanti della provincia di Lecco in Lombardia, appartenente al territorio del Meratese.

## Geografia fisica
Il territorio di Airuno si estende dalle propaggini del Monte Genesio a un'ampia pianura in prossimità del fiume Adda.

## Origini del nome
Sull'etimologia di Airuno sono state elaborate diverse teorie. Secondo alcuni avrebbe un'origine animale, legata o al tasso (in gallico eburum) o all'airone; altri sostengono un'interpretazione che risale all'epoca dei Celti, mentre altri ancora lo attribuirebbero al presunto stanziamento da parte di alcune streghe gotiche: le alirune.
Per quanto riguarda l’airone, secondo la leggenda più radicata nella tradizione orale airunese, il paese prende il nome proprio da questo volatile, il bellissimo re fenicottero della palude che comprendeva il territorio dell'Adda oltre l'attuale strada statale, raggiungendo la Rocca e le colline di Aizurro. Si può infatti notare come il paese era specificamente indicato come "Airone" in alcuni documenti conservati presso l'arcivescovado di Milano, compilati nell'anno 1574 e legati allo Status animarum della parrocchia di Airuno. Tuttavia, un testamento scritto in latino nel 960, così come tutti i successivi documenti latini, suggeriva già Ayruno, portando a credere che la tradizione orale della derivazione dell’airone sia la teoria più infondata, o almeno una scorretta traduzione del nome originale.
In merito al tasso, si sosteneva già in epoca pre-romana la derivazione del nome Airuno dal suffisso gaelico -uno, dalla voce gallica eburus, che significa "tasso". Questa versione merita credibilità dal momento che, come l'airone, il tasso ha governato la valle per secoli, e, lungo l'Adda, Airuno rimane ancora una località chiamata i tas in dialetto.
Oltre a ciò, poiché trova un significato legittimo nelle radici celtiche aan = "luogo" e run = "segreto", cioè "località nascosta", l'etimologia permette un'altra interpretazione della parola Airuno, che risale al IV secolo a.C., epoca dei Celti. Questa descrizione designa perfettamente il primo nucleo abitato, nascosto nella conca scavata dal fiume Tolsera e riparato dal colle della Rocca.
Infine, secondo fonti storiche, il nome Airuno fu attribuito alle donne che seguirono l'esercito dei Goti, le alirune, così definite per il fatto che indossavano amuleti e talismani incisi con le rune. L'alfabeto runico consisteva di sedici lettere sotto forma di bastoni e frecce, provenienti dalla parola runk, che significa "magìa"; a queste guerriere sono state infatti conferite specifiche abilità di stregoneria. Le Arilune, nel V secolo, si rifugiarono in questa conca ai piedi delle colline, al riparo dai venti, in attesa che i loro uomini terminassero la conquista della Pianura Padana.

## Storia
La presenza di un abitato in epoca romana è testimoniato dal ritrovamento di una stele funeraria di forma lanceolata, e con iscrizioni latine risalenti al periodo tardo romano venuta alla luce durante scavi presso l'attuale via Postale Vecchia. Da Airuno, in epoca romana, passava la via Spluga, strada romana che metteva in comunicazione Milano con Lindau passando dal passo dello Spluga.
Viene citato nel testamento, risalente al 960, di un nobile longobardo di nome Alcherio, residente nella Rocca di Airuno; torre di vigilanza all'epoca dei Romani, fu trasformata dei Longobardi in un castello fortificato.
Durante le lotte che, tra il 1447 e il 1450, videro contrapposte la Serenissima e il Ducato di Milano per il controllo del Colle di Brianza, la rocca di Airuno fu la base operativa di Francesco Sforza, il quale al termine del conflitto ottenne la signoria sul paese e concesse agli abitanti privilegi ed esenzioni. Laddove un tempo si trovava la rocca, ora si erge il Santuario della Madonna.
Durante la dominazione spagnola del Ducato di Milano, nel 1652 il governatore Luigi de Benavides concesse ad Airuno il riscatto dall'infeudazione.

### Simboli
Lo stemma e il gonfalone sono stati concessi con decreto del presidente della Repubblica del 27 dicembre 1991.
Il gonfalone è un drappo di bianco.

## Monumenti e luoghi d'interesse

### Architetture religiose

#### Santuario della Madonna della Rocchetta
Nel luogo che un tempo ospitava la rocca di Airuno si trova il Santuario della Madonna della Rocchetta per via delle proprie origini.
Ricostruito in stile barocco sulla base di una precedente chiesa dedicata a san Michele, il santuario comprende una scala santa (XVIII secolo) e un loggiato laterale.
Nella chiesa si conservano un affresco del Cinquecento e due dipinti del secolo successivo.

#### Altre architetture religiose
- La Parrocchiale dei Santi Cosma e Damiano è sede di una parrocchia pluricentenaria[5][12]
- Chiesa di San Carlo[13]
- Chiesa di San Giovanni[14]

### Architetture civili
- Villa Fenaroli (XVI secolo)[15]
- Antico nucleo di Veglio[16]
- Abitazioni della prima metà del Novecento al 17 di Via Vittorio Emanuele[17]

### Altro
- Tre lavatoi[18][19][20]

### Strutture sanitarie di complemento
Dal 2002 l'Associazione Fabio Sassi gestisce l'Hospice Il Nespolo, uno dei primi Hospice in Regione Lombardia, una struttura sita nella parte storica del paese (la vecchia canonica a alcuni edifici adiacenti), realizzata a seguito di un progetto ideato dall'Azienda Ospedaliera di Lecco alla fine del XX secolo, sostenuto da Fondazione Cariplo e dal parroco locale.

## Società

### Evoluzione demografica
Demografia preunitaria
- 550 nel 1751
- 595 nel 1771
- 638 nel 1805
- annessione a Brivio nel 1809
- 591 nel 1853

Demografia postunitaria
- 633 nel 1861
- 708 nel 1881
- 734 nel 1901
- 837 nel 1921
- 1 189 nel 1931 dopo annessione di Aizurro nel 1927

Abitanti censiti

### Etnie e minoranze straniere
Gli stranieri residenti nel comune sono 420, ovvero il 14,0% della popolazione. Di seguito sono riportati i gruppi più consistenti:
1. Marocco, 77
2. Costa d'Avorio, 67
3. Burkina Faso, 55
4. Romania, 51
5. Senegal, 38
6. India, 33
7. Moldavia, 24

## Amministrazione
| Periodo        | Periodo   | Primo cittadino    | Partito                            | Carica  | Note |
| -------------- | --------- | ------------------ | ---------------------------------- | ------- | ---- |
| 10 Giugno 2024 | in carica | Gianfranco Lavelli | Lista civica Vivere Airuno Aizurro | Sindaco |      |